# Alfred de Rothschild
Alfred Charles Freiherr de Rothschild, CVO (20 luglio 1842 – 31 gennaio 1918) era il secondo figlio maschio di Lionel de Rothschild e della baronessa Charlotte von Rothschild della facoltosa famiglia Rothschild.

## Biografia

### Educazione
Da giovane, Alfred frequentò il King's College School di Wimbledon, e successivamente il Trinity College di Cambridge, dove avrebbe studiato matematica per due trimestri. Fu al Trinity College che Alfred costruì una duratura amicizia con l'allora principe di Galles, il futuro re Edoardo VII del Regno Unito. Alfred abbandonò l'università senza laurearsi.

### Mecenatismo

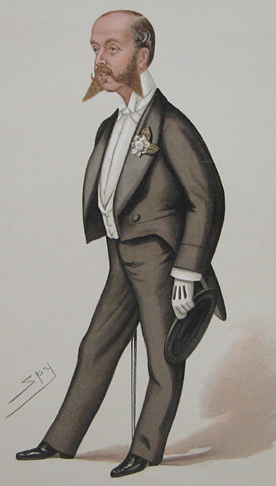
Alfred de Rothschild in una caricatura di Leslie Ward, 1884

Patrono delle arti, donò  anche danaro alla National Gallery di Londra per acquisizioni. Fu un curatore sia di quella galleria che della Wallace Collection.

### Almina Carnarvon
Alfred de Rothschild potrebbe aver avuto una figlia illegittima da una relazione con Maria ("Mina") Boyer Wombwell. Il certificato di nascita indica come suo padre "Frederick C Wombwell", ma Alfred funse sempre da suo tutore, e il nome della ragazza, Almina, suggerisce una combinazione dei nomi dei genitori "Al" e "Mina". Tuttavia, si è anche ipotizzato che Alfred fosse principalmente omosessuale ed è stato suggerito che Alfred incoraggiò un'illusione di paternità come un modo per deviare l'attenzione dal suo orientamento.
Nel 1895, all'età di 19 anni Almina sposò George Herbert, V conte di Carnarvon diventando Lady Carnarvon. Alfred permise l'unione fornendo una dote di 500,000 sterline. Lady Almina visse con il marito presso Highclere Castle, una splendida costruzione che, secondo i conoscitori, non aveva nulla da invidiare alle più sontuose case d'Inghilterra. A partire dal 2010, la proprietà è diventata ampiamente conosciuta come sede per la serie ITV Downton Abbey.

### Ultimi anni e morte
Negli anni successiva Alfred non godette di buona salute e morì dopo una breve malattia il 31 gennaio 1918 a 75 anni. Fu sepolto nel Willesden Jewish Cemetery nel sobborgo di Willesden a nord di Londra.